# Archaeopress
La Archaeopress è una casa editrice britannica fondata nel 1974 a Oxford e specializzata in studi di archeologia. Si occupa anche di pubblicare diverse serie di libri e riviste accademiche, tra cui Archaeopress Archaeology, Proceedings of the Seminar for Arabian Studies e Antiguo Oriente.